# Шервуд, Кен
Ке́ннет (Кен) Ше́рвуд (англ. Kenneth "Ken" Sherwood) — американский кёрлингист.
В составе мужской сборной США участник и бронзовый призёр чемпионата мира 1961 (первого чемпионата мира среди мужчин, где участвовала сборная США). Чемпион США среди мужчин.
Играл на позиции третьего.
В течение 20 лет был членом совета директоров Ассоциации кёрлинга США, в 1981 был президентом Ассоциации. В 1996 введён в Зал славы Ассоциации кёрлинга США (англ. United States Curling Association Hall of Fame).

## Достижения
- Чемпионат мира по кёрлингу среди мужчин: бронза (1961).
- Чемпионат США по кёрлингу среди мужчин: золото (1961).

## Команды
| Сезон   | Четвёртый    | Третий     | Второй        | Первый        | Турниры             |
| ------- | ------------ | ---------- | ------------- | ------------- | ------------------- |
| 1960—61 | Фрэнк Крилок | Кен Шервуд | Джон Джемисон | Бад Маккартни | ЧСША 1961 · ЧМ 1961 |

(скипы выделены полужирным шрифтом)